# Draco spilonotus
Draco spilonotus är en ödla i släktet flygdrakar som förekommer på västra och norra Sulawesi. Artepitet i det vetenskapliga namnet är sammansatt av de gammalgrekiska orden spilos (fläck/punkt) och notos (svart). Det syftar på ryggens utseende.

## Utseende
Hannar har en gulbrun, orangebrun eller rödbrun ovansidan med flera mörka fläckar. Deras dröglapp är kort och avrundad. Lappen och flyghuden har en intensiv gul färg. Vid ögonen finns större svarta och små vita punkter. Regionen vid öronen kan bära fjäll eller inte. Exemplaren blir 15 till 20 cm långa. Vingarna öppnas med hjälp av revbenen.

## Utbredning och ekologi
Denna flygdrake lever på Sulawesis norra halvö och på västra sidan av huvuddelen. Den når 1000 meter över havet. Som andra flygdrakar borde den vara dagaktiv. Arten klättrar i träd. Honor lägger ägg. Dröglappen används för att hota fiender och för att hitta en partner.

## Hot
Beståndet hotas regionalt av skogens omvandling till odlingsmark och gruvdriftsområden. Hela populationen bedöms som stabil. IUCN listar arten som livskraftig (LC).